# Agattu
Agattu (anglicky Agattu) je velký ostrov ze skupiny Blízkých ostrovů, které jsou součástí Aleutských ostrovů. Administrativně, stejně jako všechny Aleutské ostrovy, je ostrov součástí Aljašky, náležející Spojeným státům americkým. Je to jeden z největších amerických neobydlených ostrovů.

## Geografie
Agattu je blíže Kamčatce (773 km) než Aljašce (1525 km). Ostrov měří přibližně 31 km na délku a 18 km na šířku. Rozloha ostrova je 221,59 km².
Ostrov je sopečného původu. Nejvýšší místo ostrova se nachází 632 m n. m. Z rostlin zde převažují traviny, mechy a lišejníky. Živočišnou říši na ostrově zastupují především mořští ptáci. Žije zde 7 velkých kolonií mořských ptáků, přičemž celková ptačí populace dosahuje přibližně 66 tis. jedinců. Hnízdí zde asi 1 % celosvětové populace kormorána červenolícého a papuchalka chocholatého. Dále zde žije jespák drobný, lyskonoh úzkozobý a sněhule severní. Poté, co byly na ostrově vyhubeny všechny polární lišky, tak se obnovila populace malých kanadských hus.

## Historie
Podle archeologických vykopávek byl ostrov osídlen domorodými Aleuťany již v roce 760 př. n. l. Ostrov byl objeven ruským mořeplavcem Alexejem Čirkovem dne 21. září 1741. K prvnímu přímému kontaktu domorodců s ruskými lovci došlo v roce 1751. Odhaduje se, že v době prvního kontaktu s ruskými mořeplavci žilo na ostrově 500-1000 domorodých Aleuťanů. Následné kontakty ruských lovců s domorodci byly většinou násilné a tak se populace původních obyvatel rapidně snížila. V roce 1761 byl při střetu s domorodci zabit zkušený ruský navigátor. Ruští lovci v blízkosti ostrova lovili především mořské vydry a lachtany. V 60. letech 18. století bylo domorodé obyvatelstvo z ostrova přestěhováno do jediné vesnice na sousedním ostrově Attu.
V roce 1867 prodalo Rusko Aljašku včetně ostrova Agattu Spojeným státům americkým, od té doby je ostrov americkým.
Během druhé světové války okupovala japonská armáda Blízké ostrovy, včetně Agattu. Byla to první vojenská okupace americké půdy od Britsko-americké války. Americká armáda osvobodila souostroví během Aleutské vojenské kampaně v roce 1943.